# Kanton Wassy
Der Kanton Wassy ist seit 1790 ein französischer Wahlkreis im Arrondissement Saint-Dizier, im Département Haute-Marne und in der Region Grand Est; sein Hauptort ist Wassy.
Der Kanton Wassy ist 348,14 km² groß und hat 10.770 Einwohner (Stand: 2022), was einer Bevölkerungsdichte von 31 Einwohnern pro km² entspricht. Er liegt im Mittel 193 m hoch.

## Gemeinden
Der Kanton besteht aus 20 Gemeinden mit insgesamt 10.770 Einwohnern (Stand: 1. Januar 2022) auf einer Gesamtfläche von 348,14 km²:
| Gemeinde             | Einwohner 1. Januar 2022 | Fläche km² | Dichte Einw./km² | Code INSEE | Postleitzahl |
| -------------------- | ------------------------ | ---------- | ---------------- | ---------- | ------------ |
| Attancourt           | 275                      | 10,02      | 27               | 52021      | 52130        |
| Bailly-aux-Forges    | 133                      | 10,51      | 13               | 52034      | 52130        |
| Brousseval           | 625                      | 6,01       | 104              | 52079      | 52130        |
| Ceffonds             | 658                      | 36,52      | 18               | 52088      | 52220        |
| Dommartin-le-Franc   | 243                      | 10,03      | 24               | 52171      | 52130        |
| Doulevant-le-Petit   | 16                       | 3,03       | 5                | 52179      | 52130        |
| Frampas              | 155                      | 10,22      | 15               | 52206      | 52220        |
| La Porte du Der      | 2.112                    | 47,23      | 45               | 52331      | 52220        |
| Laneuville-à-Rémy    | 66                       | 5,96       | 11               | 52266      | 52220        |
| Montreuil-sur-Blaise | 132                      | 1,36       | 97               | 52336      | 52130        |
| Morancourt           | 132                      | 13,92      | 9                | 52341      | 52130        |
| Planrupt             | 315                      | 8,33       | 38               | 52391      | 52220        |
| Rachecourt-Suzémont  | 106                      | 3,57       | 30               | 52413      | 52130        |
| Rives Dervoises      | 1.306                    | 76,70      | 17               | 52411      | 52220        |
| Sommevoire           | 648                      | 32,68      | 20               | 52479      | 52220        |
| Thilleux             | 62                       | 9,71       | 6                | 52487      | 52220        |
| Vaux-sur-Blaise      | 347                      | 7,19       | 48               | 52510      | 52130        |
| Ville-en-Blaisois    | 148                      | 6,89       | 21               | 52528      | 52130        |
| Voillecomte          | 515                      | 14,44      | 36               | 52543      | 52130        |
| Wassy                | 2.776                    | 33,82      | 82               | 52550      | 52130        |
| Kanton Wassy         | 10.770                   | 348,14     | 31               | 5217       | –            |

Bis zur landesweiten Neuordnung der Kantone 2015 bestand der Kanton Wassy aus den 20 Gemeinden Allichamps, Attancourt, Bailly-aux-Forges, Brousseval, Domblain, Dommartin-le-Franc, Doulevant-le-Petit, Fays, Louvemont, Magneux, Montreuil-sur-Blaise, Morancourt, Rachecourt-Suzémont, Sommancourt, Troisfontaines-la-Ville, Valleret, Vaux-sur-Blaise, Ville-en-Blaisois, Voillecomte und Wassy (Hauptort). Sein Zuschnitt entsprach einer Fläche von 209,99 km2. Er besaß vor 2015 einen anderen INSEE-Code als heute, nämlich 5228.

## Veränderungen im Gemeindebestand seit der landesweiten Neuordnung der Kantone
2016
- Fusion Montier-en-Der und Robert-Magny → La Porte du Der
- Fusion Droyes, Longeville-sur-la-Laines, Louze und Puellemontier → Rives Dervoises